# 納西米恩托 (加利福尼亞州)
納西米恩托（英語：Nacimiento）是位於美國加利福尼亞州蒙特雷縣的一個非建制地區。該地的面積和人口皆未知。

## 地理
納西米恩托的座標為35°48′33″N 120°44′30″W / 35.80917°N 120.74167°W，而該地的平均海拔高度為194米（即636英尺）。